# آرابینوزایلن
آرابینوزایلن (به انگلیسی: Arabinoxylan) همی سلولزی است که در هر دوی  اولین و دومین دیواره یاخته گیاهان و در بخش‌هایی چون چوب درختان، دانه‌ها و غلات وجود دارند. آرابینوزایلن شامل تعداد بسیاری بسپار ناهمگن دو تک‌قندی پنج کربنه آرابینوز و گزیلوز می‌باشد.